# Juliette Gordon Low

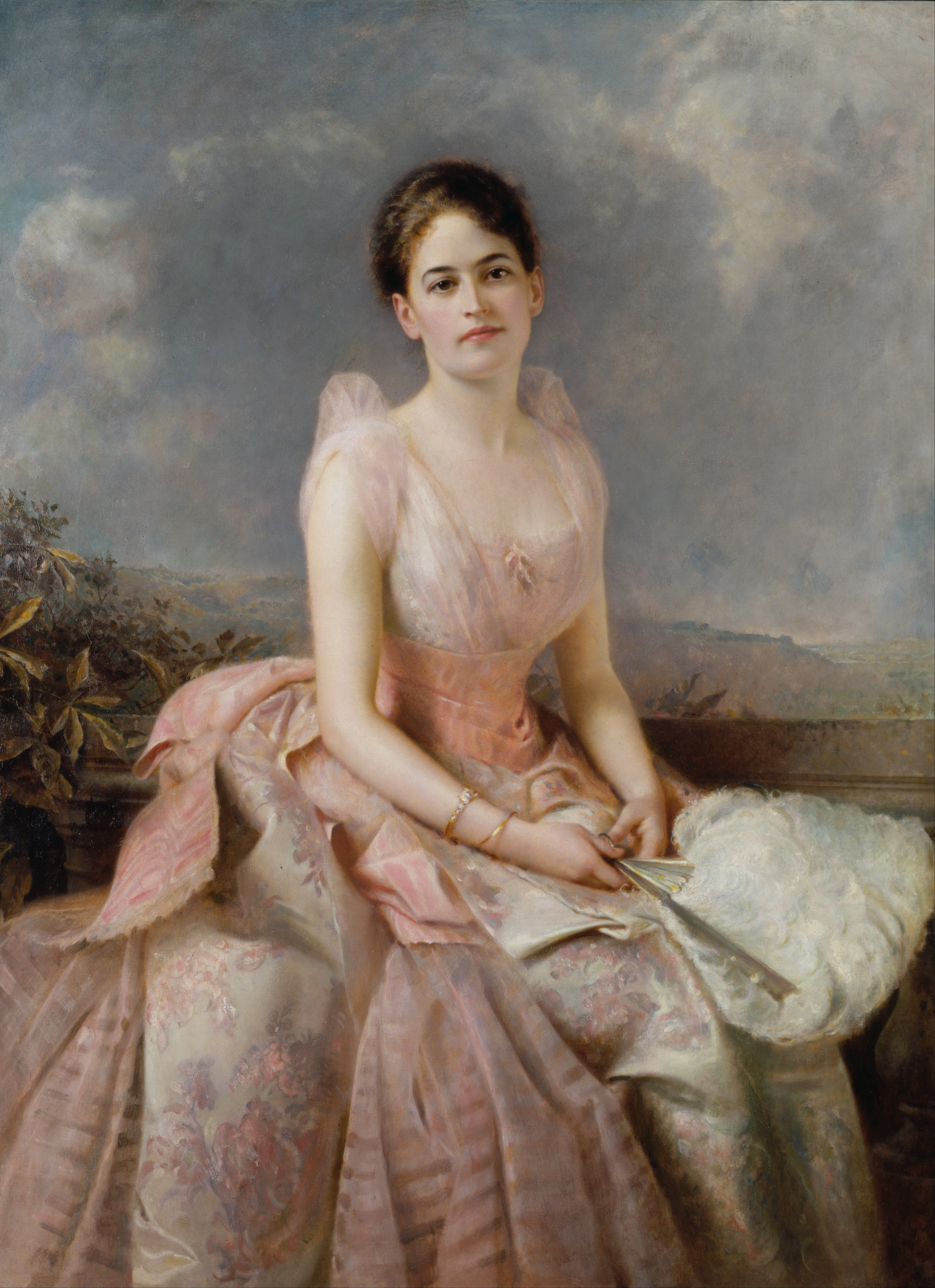
Juliette Gordon Low auf einem Bild von Edward Hughes

Juliette Magill Kinzie Gordon Low (* 31. Oktober 1860 in Savannah, Georgia; † 17. Januar 1927) war die Gründerin der Girl Scouts of the USA (GSUSA).
Juliette „Daisy“ Gordon wuchs in einer wohlhabenden Südstaatenfamilie als Enkelin des Gründers der Eisenbahn von Georgia, William Washington Gordon I. und Tochter des Generals William Washington Gordon II. auf. Sie besuchte private Schulen in Virginia und New York und unternahm danach ausgedehnte Weltreisen. In England lernte sie William Mackay Low kennen, den einzigen Sohn eines wohlhabenden Kaufmannes, und heiratete ihn 1886. 1887 ging sie mit ihrem Mann nach England, wo sie in einem Landhaus in Wellesbourne, Warwickshire, lebten. Das kinderlose Ehepaar lebte sich auseinander, und Juliette Low ging während des Spanisch-Amerikanischen Krieges zurück in die USA, wo sie ihre Mutter bei der Gründung und Organisation eines Hospitals für verwundete amerikanische Soldaten unterstützte.
Nach dem Krieg kehrte sie nach England zurück. 1902 verlangte ihr Ehemann die Scheidung, starb jedoch 1905 noch vor dem Abschluss des Scheidungsverfahrens. 1911 lernte sie Robert Baden-Powell, den Gründer der Boy Scouts, kennen, der in ihr großes Interesse an der neuen Jugendbewegung weckte. Im Folgejahr gründete sie in den USA mit 18 Mitgliedern die Girl Scouts, die bereits 1925 90.000 aktive Mitglieder in den USA hatten. Sie war bis 1920 Präsidentin der GSUSA, danach trug sie den Titel „Gründerin der Girl Scouts“. Sie war auch aktiv an der Gründung der World Association of Gilt Guides and Girl Scouts beteiligt.
1924 wurde bei ihr eine Erkrankung an Brustkrebs diagnostiziert, die sie lange geheim hielt und der sie schließlich 1927 im Alter von sechsundsechzig Jahren erlag. Sie wurde auf ihren Wunsch in ihrer Girl-Scout-Uniform beigesetzt. Ihr Geburtshaus, 1953 von den Girl Scouts restauriert, wurde zum Juliette Gordon Low Girl Scout National Center. 1992 wurde Juliette Low unter die Georgia Woman of Achievement aufgenommen. Ihr Leben wurde Gegenstand einer Oper von Julia Frances Smith. 2012 wurde sie zum 100-jährigen Bestehen der Girl Scouts von Präsident Barack Obama postum mit der Presidential Medal of Freedom ausgezeichnet.